# تپه سفید چغا دوده ۱
تپه سفید چغا دوده ۱ مربوط به دوره اشکانیان است و در شهرستان کرمانشاه، بخش مرکزی، دهستان بالادربند، ۱۵۰ متری جنوب غرب روستای سفیدچغا واقع شده و این اثر در تاریخ ۲۶ اسفند ۱۳۸۷ با شمارهٔ ثبت ۲۵۵۱۹ به‌عنوان یکی از آثار ملی ایران به ثبت رسیده است.